# Salvador Correia de Sá
Salvador Correia de Sá, "El Viejo" (1540-1631) fue un noble y militar portugués que ocupó en dos oportunidades el cargo de gobernador general de la capitanía de Río de Janeiro. Pertenecía a la familia Sá, oriunda de Coímbra, y llegó a destacarse en Brasil donde se hizo un rico y poderoso propeitario de tierras y haciendas. Fue nombrado noble de la Casa Real el 30 de agosto de 1574.